# Чебанкол
Чебанкол (англ. Chebankol или англ. Tchebankol) — железный метеорит весом 128 килограмм, по форме напоминает октаэдрит.
Найден в долине ключа Чебанкол недалеко от его впадения в реку Малую Кондому в Кемеровской области РСФСР в 1938 году геологом Алексеем Степановичем Мухиным. В 1939 году был перевезён в Минералогический музей имени А. Е. Ферсмана.
Время падения метеорита: XVIII—XIX века.